# Hugues d'Aoste
Hugues d'Aoste (mort un 5 juin d'une année inconnue) est évêque d'Aoste cité en 1147.

## Biographie
Hugues d'Avise est évêque d'Aoste en 1147, lorsque, avant de partir à la seconde croisade, Amédée III de Savoie, son fils et héritier Humbert et son frère Renauld, prévôt de Abbaye territoriale de Saint-Maurice d'Agaune, renoncent à exercer le Droit de dépouille lors du décès des évêques d'Aoste.
Cet acte complète vraisemblablement celui du 19 janvier 1147, quand ce même Amédée IIIe renonce à ce même droit pour les chanoines défunts.
On possède également une donation sans date de l'évêque Hugues aux chanoines de la Collégiale de Saint-Ours.
Le martyrologe de la cathédrale d'Aoste relève sa mort le 5 juin d'une année non précisée.